# Khuchap
Khuchap (en arménien Խուճապ ; en géorgien ხუჯაბი), Khuchapi Vank ou Khuchapivank (Խուճապիվանք) est un monastère arménien situé dans le marz de Lorri, dans la communauté rurale de Privolnoye, près de la frontière géorgienne. Il date essentiellement des XIIe et XIIIe siècles.
Khuchap se compose d'une église principale, d'un gavit et de divers bâtiments en ruines.

## Situation géographique
Pour des articles plus généraux, voir Lorri et Gougark.
Khuchap est situé dans une clairière au pied de la face nord du mont Lalvar.
Après leur indépendance, l'Arménie et la Géorgie sont parvenues à un accord bilatéral confirmant la situation du monastère en Arménie. L'établissement est ainsi situé sur le territoire de la communauté rurale de Privolnoye, dans le marz de Lorri, en Arménie septentrionale. Il faut toutefois passer par le territoire géorgien pour y accéder depuis Privolnoye ; difficile à trouver, on peut également y accéder via Jiliza
Historiquement, Khuchap est situé dans la province de Gougark, une des quinze provinces de l'Arménie historique selon le géographe du VIIe siècle Anania de Shirak.

## Histoire
Pour un article plus général, voir Arménie zakaride.
Le monastère date des XIIe et XIIIe siècles et a été fondé par des Arméniens chalcédoniens ; il est cependant abandonné dès la fin du XIIIe siècle et pillé par les Mongols puis par les Timourides.

## Bâtiments
Pour un article plus général, voir Architecture arménienne.

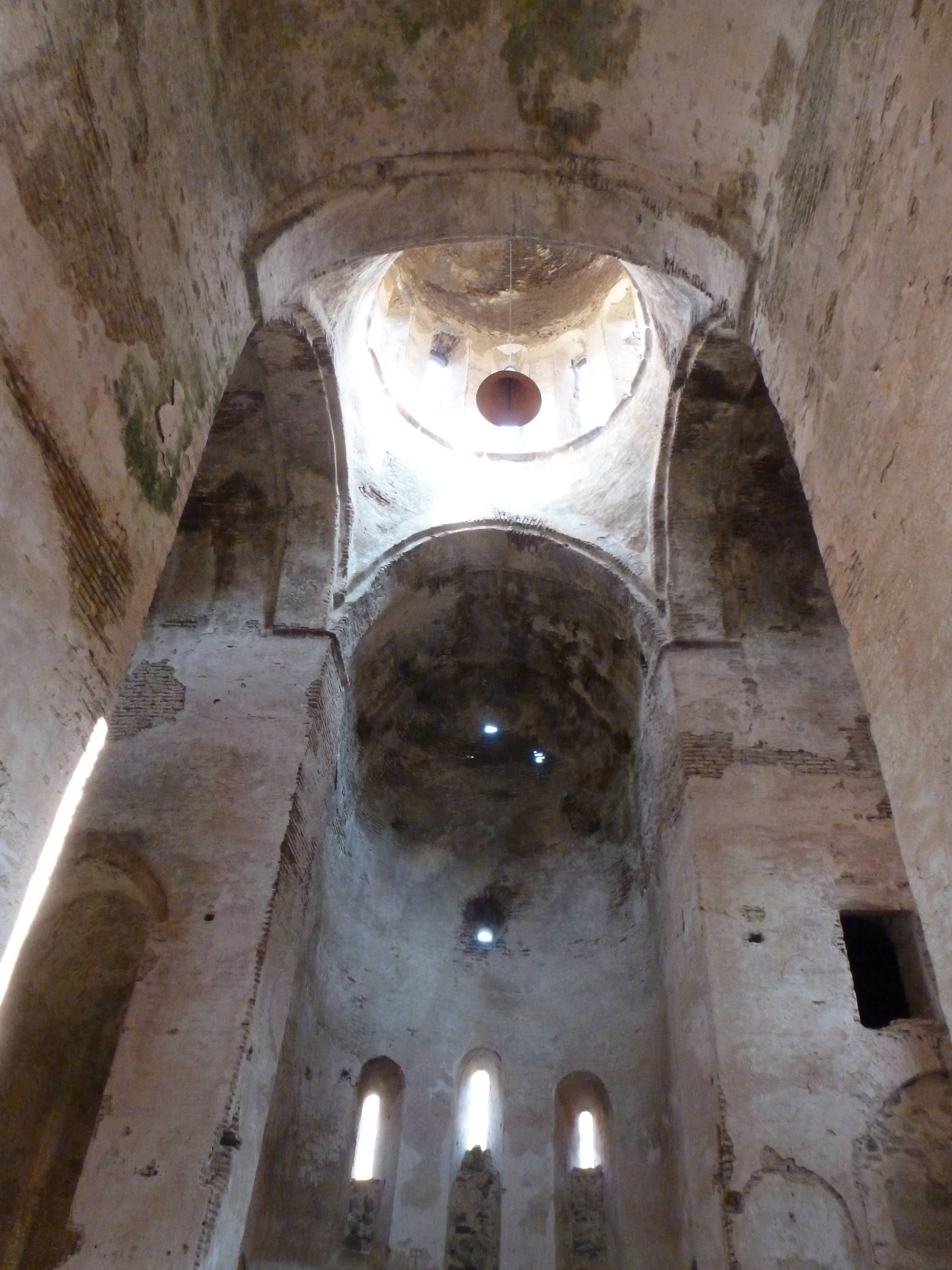
Intérieur du monastère de Khuchap

Khuchap se compose d'une église principale, d'un gavit dont il ne subsiste que les fondations, ainsi que de différents bâtiments : une église mononef dotée de galeries au nord et au sud, et des bâtiments fonctionnels, tous en ruines.
Avec ses 18,6 m de hauteur qui en font une des plus grandes d'Arménie, l'église principale est cruciforme et complétée de deux galeries, au nord et au sud ; elle est surmontée d'un tambour dodécagonal reposant sur deux colonnes et sur les murs de l'abside. Elle est dotée de trois entrées : les entrées méridionale et occidentale sont encadrées de paires de demi-colonnes, et l'entrée septentrionale est surmontée d'un arc. Son décor sculpté comprend des animaux et des figures géométriques.